# Брестский повет Полесского воеводства
Брестский пове́т Поле́сского воево́дства (пол. Powiat brzeski (nadbużański), бел. Брэсцкі паве́т Пале́скага ваяво́дства) — административно-территориальная единица Полесского воеводства II Речи Посполитой. Образован 1 марта 1921 года, ликвидирован в результате советского вторжения в сентябре 1939 года. Поветовый город — Брест-над-Бугом (до 1923 года Брест-Литовский). Состоял из 22 сельских гмин (15 в 1939), 1 города и 2 местечек. Общая площадь повета — 4625 км², население — 216 200 человек, плотность — 47 чел. на км².

## История
Бывший уезд Гродненской губернии Российской империй. В 1919-1920 в составе Брестской округа Гражданского управление восточных земель под польской администрацией.
Согласно Рижского мирного договора в составе Западной Белоруссии отошел к Польше. Образован 1 марта 1921 года после входа в состав Польской Республики. Включил 22 деревенских гмины, 1 город и 2 местечки.
В 1928 году при укрупнении гмин упразднены гмины Войская, Дворцы, Житин, Лыщицы, Половцы, Приборово, Радваничи. После воссоединения Западной Беларуси с БССР 4 декабря 1939 года Брестский повят, вошел в состав Брестской области. 15 января 1940 года упразднен, а область разделен на районы.
В настоящее время территория повята относится к Брестского, Каменецкого, Жабинковского и Малоритского районов Беларуси. Только самые западный части бывшего повята входят в состав Хайнувского и Семятычинского повята Подляского воеводства Польши.

## Административное деление

### Гмины
- гмина Дмитровичи
- гмина Домачево
- гмина Дворцы (до 1928)[3]
- гмина Каменица Жировецкая
- гмина Каменец-Литовск
- гмина Косичи
- гмина Лыщицы (позже упразднена)
- гмина Малорита[4]
- гмина Медно
- гмина Мотыкалы
- гмина Олтуш
- гмина Половцы (до 1928)
- гмина Приборово (до 1928)
- гмина Радваничи (до 1928)
- гмина Ратайчицы
- гмина Турна
- гмина Великорита[5]
- гмина Верховичи
- гмина Войская (до 1928)
- гмина Волчин
- гмина Высоко-Литовск
- гмина Житин (до 1928)

### Города
- Брест-над-Бугом
- Каменец-Литовск
- Высоко-Литовск